# Lake Lakengren (Ohio)
Lake Lakengren es un lugar designado por el censo ubicado en el condado de Preble en el estado estadounidense de Ohio. En el Censo de 2010 tenía una población de 3383 habitantes y una densidad poblacional de 409,85 personas por km².

## Geografía
Lake Lakengren se encuentra ubicado en las coordenadas 39°41′16″N 84°41′19″O / 39.68778, -84.68861. Según la Oficina del Censo de los Estados Unidos, Lake Lakengren tiene una superficie total de 8.25 km², de la cual 7.41 km² corresponden a tierra firme y (10.26%) 0.85 km² es agua.

## Demografía
Según el censo de 2010, había 3383 personas residiendo en Lake Lakengren. La densidad de población era de 409,85 hab./km². De los 3383 habitantes, Lake Lakengren estaba compuesto por el 97.07% blancos, el 0.83% eran afroamericanos, el 0.15% eran amerindios, el 0.35% eran asiáticos, el 0% eran isleños del Pacífico, el 0.35% eran de otras razas y el 1.24% pertenecían a dos o más razas. Del total de la población el 0.92% eran hispanos o latinos de cualquier raza.